# Museo Calasancio

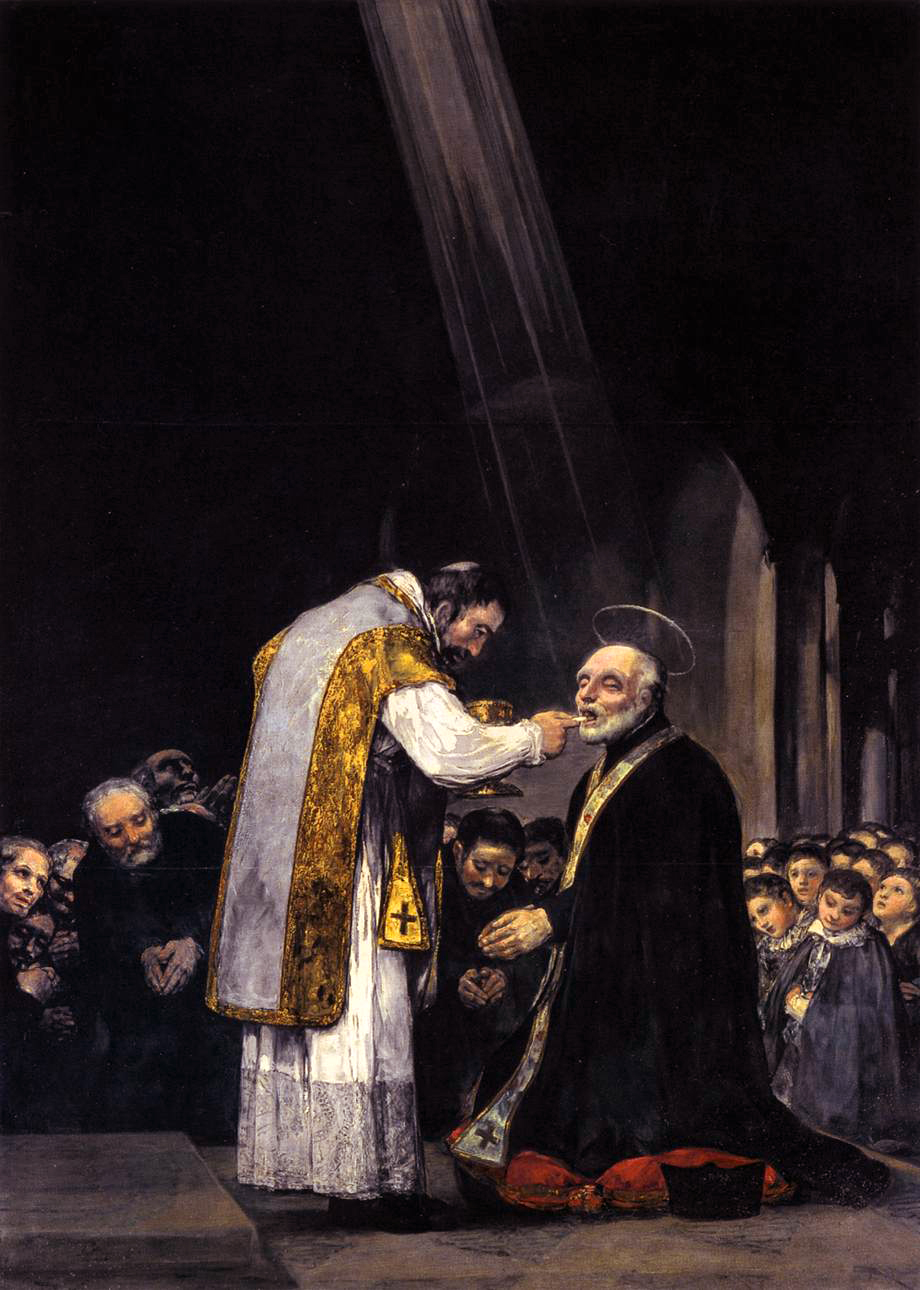
La última comunión de San José de Calasanz (Goya)

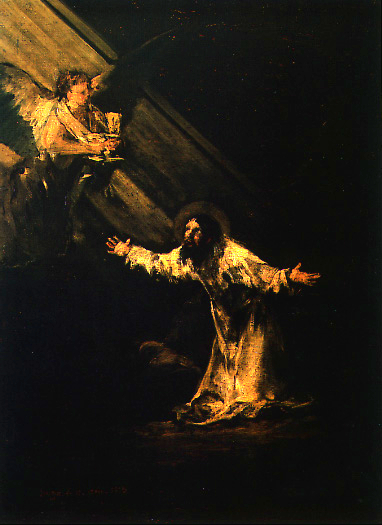
Cristo en el Huerto de los Olivos (Goya)

Das Museo Calasancio oder  Museo Calasancio de los Padres Escolapios ist ein Museum in Madrid, Spanien, das sich der sakralen Kunst widmet. Es untersteht dem Piaristenorden (der Brüder der Escuelas Pías „Frommen Schulen“) und ist an die St. Antonius-Kirche dieses Ordens angebaut.
Neben überwiegend religiösen Themen gewidmeten Gemälden von einigen der bedeutendsten Maler des spanischen Barocks (u. a. Ribera, El Greco, Francisco Bayeu und Pedro de Orrente) sind auch flämische zu sehen.
Es beherbergt insbesondere Kunst- und Verehrungsgegenstände, die mit dem hl. José Calasanz (1557–1648) in Verbindung stehen sowie verschiedene weitere Kunstwerke.
Von Francisco de Goya (1746–1828) befinden sich die Gemälde Die letzte Kommunion des Heiligen José de Calasanz und Christus im Ölgarten in der Sammlung. Goya war ab 1750 Schüler an der Escuelas Pías in Saragossa.